# Christian von Rentelen

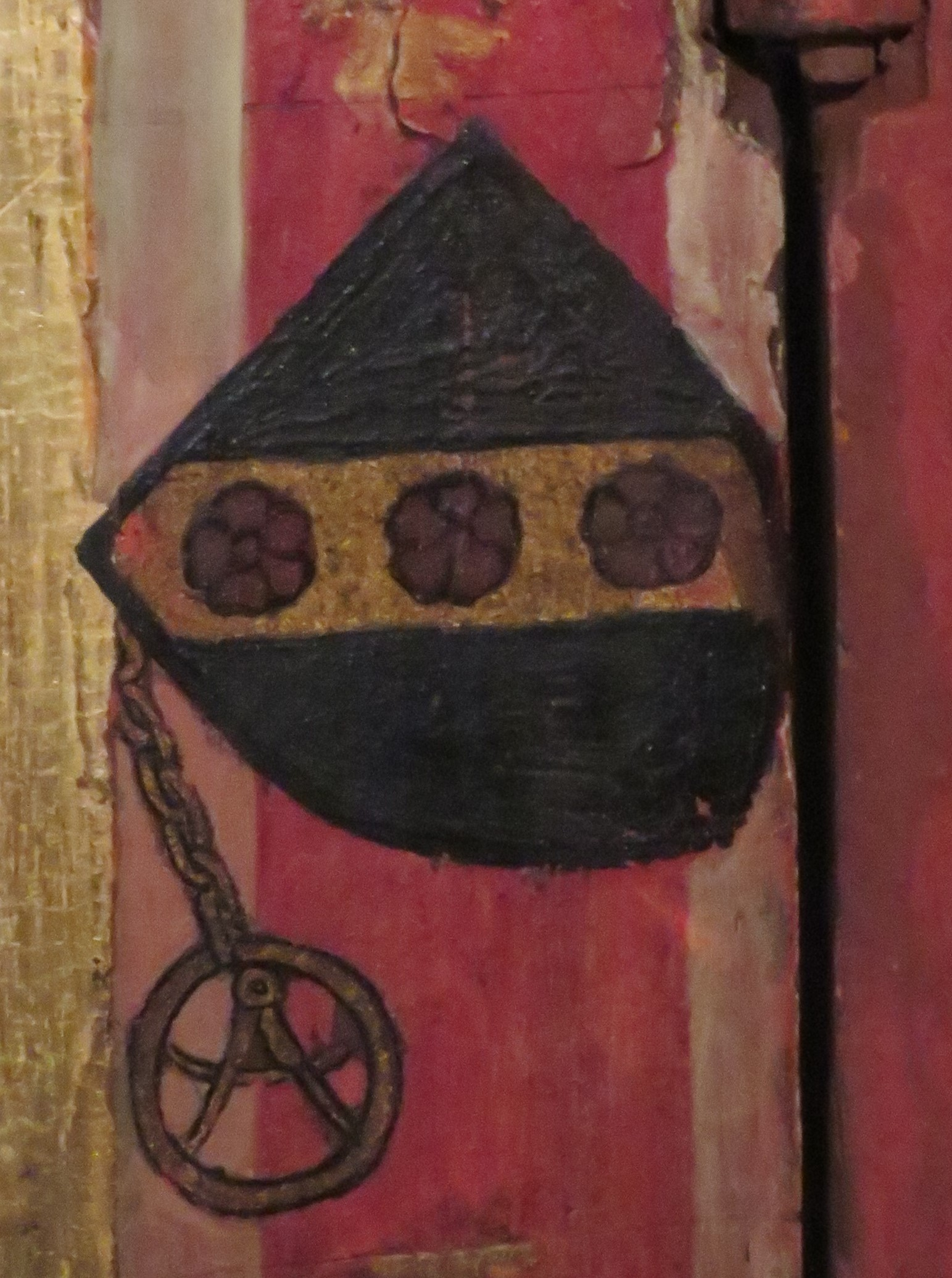
Wappen Christian von Rentelen am Zirkelbrüderaltar

Christian von Rentelen, niederdeutsch Kersten  († 1. Juni 1431 in Lübeck) war ein Lübecker Ratsherr und Flottenbefehlshaber.

## Leben
Christian von Rentelen war der Sohn des Ratsherrn und späteren Lübecker Bürgermeisters Henning von Rentelen. Möglicherweise schon vor 1409 wurde er Mitglied der patrizischen Zirkelgesellschaft. Dies ist durch seine Rolle als Mitstifter des Zirkelbrüderaltars, heute im St. Annen-Museum, belegt. Sein Wappen befindet sich auf dem linken Flügel des Retabels. Christian von Rentelen wurde 1426 in den Rat der Stadt erwählt. 1427 war er Befehlshaber auf der Lübecker Flotte. In Testamenten Lübecker Bürger wird er mehrfach als Urkundszeuge und als Vormund aufgeführt.
Christian von Rentelen war mit Herdrade, einer Tochter des Lübecker Ratsherrn Hinrich Pepersack, verheiratet und bewohnte das Haus seines Vaters in der Breiten Straße 39. Er stiftete dem Burgkloster (Lübeck) einen Kelch zum Gebrauch an dem von seinem Vater gestifteten Katharinen-Altar. Sein Sohn Michael von Rentelen wurde Dominikaner und 1462 Titularbischof von Symbalon und Weihbischof im Bistum Schwerin.